# Magdalena Iljans
Anna Magdalena Jonsson, gift Iljans, född 26 september 1969 i Kungsängen, är en svensk lärare och tidigare skicrossåkare som deltog i flera VM- och världscupstävlingar. 
Iljans deltog i de Olympiska vinterspelen 2010 där hon blev utslagen i kvartsfinalen. Hon är gift med den svenske skicrossåkaren Eric Iljans..
Iljans avslutade sin karriär 2010 på grund av skador och har sedan jobbat som rektor på olika skolor.